# Свети Петар на Мору
Свети Петар на Мору (до 1991. године Крмчина) је насељено место у саставу општине Свети Филип и Јаков у Задарској жупанији, Република Хрватска.

## Историја
До територијалне реорганизације у Хрватској налазио се у саставу старе општине Биоград на Мору.

## Становништво
На попису становништва 2011. године, Свети Петар на Мору је имао 403 становника.

## Попис1991.
На попису становништва 1991. године, насељено место Крмчина је имало 267 становника, следећег националног састава:
| Попис 1991.‍  | Попис 1991.‍  | Попис 1991.‍ | Попис 1991.‍ | Попис 1991.‍ |
| ------------ | ------------ | ----------- | ----------- | ----------- |
|              |              |             |             |             |
| Хрвати       | Хрвати       |             | 260         | 97,37%      |
| Муслимани    | Муслимани    |             | 2           | 0,74%       |
| Срби         | Срби         |             | 2           | 0,74%       |
| неопредељени | неопредељени |             | 1           | 0,37%       |
| непознато    | непознато    |             | 2           | 0,74%       |
| укупно: 267  |              |             |             |             |